# Budapesti Spartacus (vízilabda)
A Budapesti Spartacus egy megszűnt magyar férfi vízilabdacsapat, amely története során kétszer nyert magyar kupát.

## Története
A szakosztály 1952-ben alakult meg. Az első szezonjában a Budapest harmad-, majd 1953-ban a másodosztály bajnoka volt. Ekkor már Lemhényi Dezső volt a csapat edzője. 1954-ben osztályozót játszott az OB I-be jutásért, de nem került fel. 1955-ben megnyerte az OB II-t és bejutott az első osztályba. A csapat 1965-ben kiesett az OB I-ből, de a következő évben visszajutott oda. A Spartacus a magyar kupában 1967-ben a körmérkőzéses döntőben második lett, 1978-ban és 1987-ben pedig a döntőbe jutott. A magyar bajnokságban az 1986–1987-es szezonban bronzérmes volt. A csapat 1988-ban megnyerte a magyar kupát, majd 1988-ban a kupagyőztesek Európa-kupája döntőjébe jutott. Az 1991–1992-es bajnokságban kiesett az első osztályból, de azonnal visszakerült oda.
1998 júliusában a Bp. Spartacus és a vízilabdát 1991 óta szüneteltető Bp. Honvéd közös csapattal, Honvéd-Spartacus néven szerepelt tovább. Ebben az időszakban magyar kupa-győzelmet (1999) és bajnoki bronzérmet (1998–1999) szereztek. 1999 nyarától a csapat Honvéd-Dominó néven szerepelt, mivel a Spartacus nem tudta vállalni a csapat ráeső költségeit.

## Sikerek
- Magyar bajnokság
  - bronzérmes: 1986–1987, 1998–1999
  - OB I-es gólkirályok: Somossy József (1977), Tóth Imre (1986–1987, 1998–1999)
- Magyar kupa
  - győztes: 1988, 1999
  - döntős: 1967, 1978,  1987
- kupagyőztesek Európa-kupája
  - döntős: 1988

## Játékosok
- Bárány Attila
- Bolvári Antal
- Felkai László
- Kemény Dénes
- Kemény Ferenc
- Kiss István
- Lemhényi Dezső
- Lepies György
- Magas István
- Markovits Kálmán
- Molnár Endre
- Nemes Gábor
- Péter Imre
- Pók Pál
- Somossy József
- Tóth Imre

## Vezetőedzők
- Lemhényi Dezső (1953–1957)
- Kánásy Gyula (1956)
- Szittya Károly (1957–1962)
- Károlyi Tibor (1963)
- Markovits Kálmán (1963–1964)
- Somóczi Loránd (1964–1965)
- Czapkó Miklós (1965–1967)
- Mohácsi Attila (1967)
- Samu Miklós (1967–1968)
- Papp Endre (1969)
- Vízvári György (1969)
- Bolvári Antal (1970–1978)
- Felkai László (1979–1980)
- Konrád Ferenc (1981)
- Györe Lajos és Molnár Endre (1982)
- Bolvári Antal (1983–1992)
- Gerendás Lajos (1992–1994)
- Kenéz György (1994–1998)
- Kovács István (1998–1999)